# Lea Reinhart
Lea Reinhart, eigentlich Lea Olga Reinhardt (* 7. Mai 1877 als Lea Olga Strakosch in Brünn; † 30. Oktober 1970 in Wien), war eine österreichische Malerin.

## Leben
Reinhart lebte seit ihrer frühen Kindheit in Wien. Sie war Schülerin von Robert Scheffer, Adalbert Seligmann und Tina Blau.
Ihr Werk umfasst vor allem Porträtminiaturen, Interieurs und Stillleben. Sie war Mitglied des Dürerbunds. Ihr Atelier befand sich in der Neubaugasse 45. 
Sie wurde am Wiener Zentralfriedhof (Gruppe 1, Reihe 2, Nummer 12) begraben.